# حسين الأعظمي
حسين إسماعيل صالح الأعظمي (1952) هو مطرب وكاتب عراقي، يلقب بسفير المقام العراقي، من مواليد حي الاعظمية في بغداد.

## سيرة
صقل الأعظمي موهبته الغنائية من خلال البيئة التي عاش فيها، فقد كان طالباً في معهد الدراسات الموسيقية تتلمذ على يد قراء مقام من أمثال الدكتور طارق حسون فريد وشعوبي إبراهيم، تخرج من معهد الدراسات الموسيقية في دورته الرابعة، بعدها انضم إلى فرقة التراث الموسيقي العراقي الفرقة التي أسسها الفنان العراقي منير بشير، قام بتدريس المقام العراقي في معهد الدراسات الموسيقية، وحاز في العام 2015 شهادة الدكتوراء من الجامعة الأمريكية. وكان الأعظمي بطل العراق في المصارعة الحرة والرومانية لخمس سنوات بين 1970 و1975.

## نشاطه
في العام 2002 فاز الأعظمي بجائزة روائع التراث الشفهي اللامادي للإنسانية التي أقامتها منظمة اليونسكو، وأعلنت نتيجتها في باريس في 7 تشرين الثاني (2003). وذلك من خلال جهود البحث والتحليل والغناء التي قدَّمْـها الأعظمي إلى المسابقة العالمية، وبالاستعانة بنخبة من رموزه أمثال محمد القبانجي ويوسف عمر وناظم الغزالي وهاشم الرجب وشعوبي إبراهيم وبمساعدة الفريق الذي اختاره لمساعدته في هذا الشأن.
يروي الأعظمي حكايته فيتطرق إلى هذا الموضوع بالتفصيل في كتابه «اعتراف الأمم المتحدة بالمقام العراقي» حكاية البحث والغناء والتحليل، ويكشف الأعظمي عن مسارات العمل الجاد الذي أوصله إلى اعتراف “اليونسكو” بالمقام العراقي تراثا عالميا معترفا به من قبل الأمم المتحدة.

## مؤلفاته
للأعظمي العديد من الأعمال، منها:
- المقام العراقيّ ومبدعوه في القرن العشرين - دراسة تحليليّة لأبرز مبدعي المقام - دار دجلة ــ عمان[11]
- المقام العراقي بأصوات النساء[12]
- المقام العراقي بين طريقتين: دراسة موسيقية لفترة الصراع خلال القرن العشرين، والطريقة القبانجية وأتباعها[3]
- الطريقة الزيدانية في المقام العراقي وأتباعها[13]
- أفكار غناسيقية - دار الذاكرة - بغداد [14]

## وصلات داخلية
- مقام عراقي

## وصلات خارجية
* مطرب المقام العراقي حسين الأعظمي في كتاب يرويه كأسطورة